# Hapoel Haifa F.C.
Hapoel Haifa (ivrit:    מועדון הכדורגל הפועל חיפה  , Moadon HaKaduregel Hapoel Haifa) izraelski je nogometni klub iz Haifaa, jedan od najpoznatijih izraelskih klubova. U svojoj povijesti osvojili su 1 naslov prvaka i 3 nacionalnih kupova.

## Vanjske poveznice
- Official site
- Red Volcano